# Gentiana lutea
Genciana-amarela (nome científico Gentiana lutea) é uma planta medicinal de crescimento lento.

## Nome
O seu nome vem de Gêncio, rei da Antiguidade tido como descobridor de suas propriedades farmacológicas.

## Descrição
Planta vivaz da família das Gencianáceas, que atinge de 60 a 100 cm de altura. Seu caule é liso e ereto. Suas folhas são ovaladas e opostas uma em frente à outra. Após dez anos em crescimento, suas flores nascem, em cachos entre as folhas e são de um tom amarelo vivo.
O principal habitát delas são prados e encostas da Europa central e Meridional. Prefere os solos calcários. Em Portugal, assim como no Brasil, é raro encontrar esta planta em estado silvestre.

## Propriedades e indicações
A raiz da genciana possui vários princípios amargos. A genciopicrina e a amarogencina são algumas delas. Contém também diversos açúcares, tanino e pectina. É indicada como tônico estomacal, estimulante da secreção da bílis, febrífuga e imunoestimulante.
Há também algumas precauções que devem ser tomadas: a genciana tem semelhanças com uma planta tóxica, o hébolo-branco(Veratrum album),que cresce em mesmo tipo de solo e que se distingue da genciana por ter folhas pilosas, flores brancas e cheiro desagradável. Evita-se o uso da genciana durante a lactação.